# Varpa (spel)

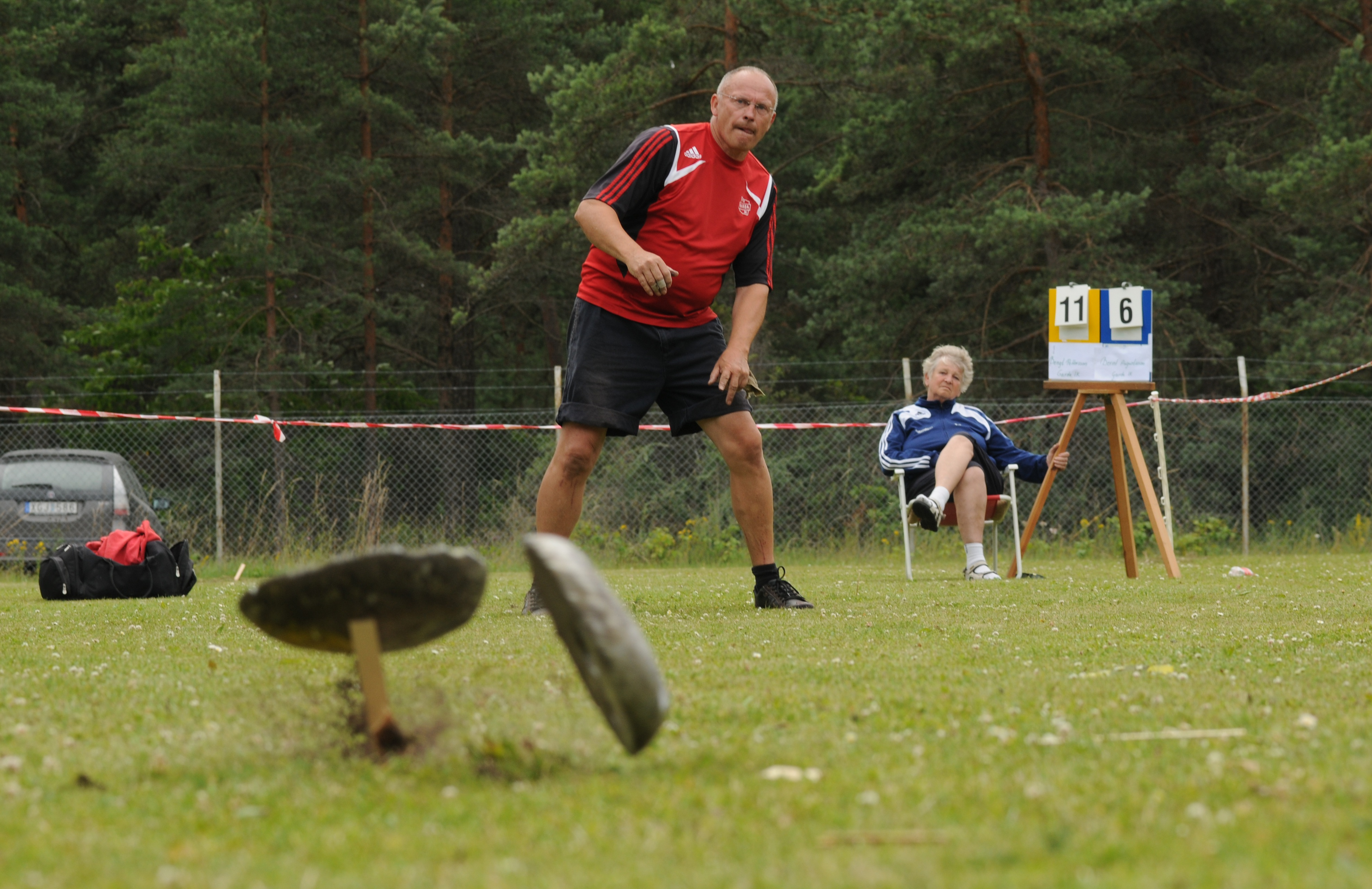
Varpa i Stångaspelen på Gotland, 2014.

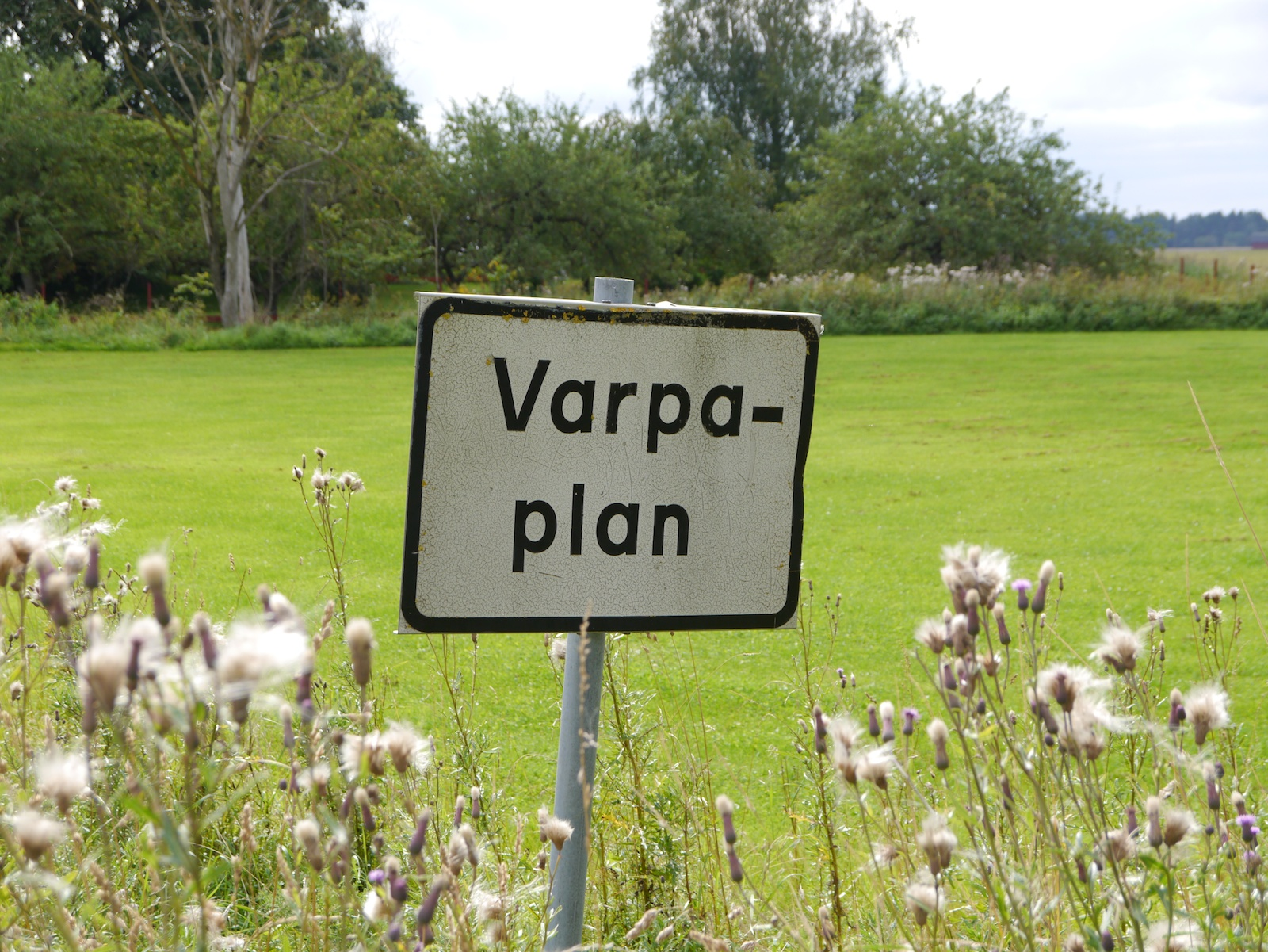
En skylt framför en varpaplan.

Varpa är en sport som anses komma från Gotland; och spelas mycket där. Sporten varpa är med i Riksidrottsförbundet.
Varpa liknar boule, men istället för klot använder man flata stenar som kallas för varpor. Varpor kan vara gjorda av sten eller av aluminium. Banan markeras med en pinne (sticka) i var ända. Sporten går ut på att få sin varpa att stanna så nära pinnen som möjligt. I stenvarpa får man även poäng om man slår ikull pinnen.
Varpan får i princip väga hur mycket som helst, men mellan ett halvt och fem kilo är praktiskt. Kastbanorna är olika långa beroende på kön, ålder och eventuella handikapp. Herrseniorer kastar på 18-metersbanor, damer på 15 meter.
Det finns flera olika tävlingsformer för varpa; Individuell kula, Lagkula, Mix, Centimeter och Lagcentimeter. Centimeter-tävlingar går till så att en tävlande kastar 36 kast. Efter varje kast mäts avståndet till stickan och noteras. Avstånd längre än en meter från stickan noteras som 100 centimeter. Mätetalet avrundas alltid nedåt till närmaste hela centimeter. Vinner gör den kastare vars 36 kast sammanlagt mäter lägst antal centimeter.
Lagcentimeter-tävlingar är ett tillägg till en Centimeter-tävling. Förutom att individuellt tävla med sina egna 36 kast räknar man ihop resultatet från ett tremannalags resultat och får på så sätt ett lagresultat för 108 kast.
Individuell kula innebär att två personer tävlar mot varandra, antingen i en "kula" eller i bäst av tre "kulor". En kula är en matchomgång i varpa och avgörs när den ena kastaren uppnått 12 poäng. Den kastare som tog den förra poängen börjar alltid kasta. För att vinna ett "stick" (som en kastomgång kallas) måste den egna varpan ligga minst en centimeter närmare stickan än motståndarens varpa, utom i det fall den ena kastarens varpa ligger på eller mot stickan. I sådant fall räcker det med att man kan konstatera att den ena varpan ligger noll millimeter från stickan och den andra varpan mer än noll millimeter från stickan. Kan man inte genom mätning avgöra vem som är närmast ges kastarna varsin poäng om inte en eller båda kastarna har över 10 stick (poäng), blir det bortslag och inget av lagen får poäng.
Lagkula är snarlikt Individuell kula, men kastas i tremannalag. Det lag (Lag 1) som vunnit senaste sticket kastar först. Därefter kastar någon av motståndarlagets (Lag 2) kastare. Kommer de närmre stickan än Lag 1:s varpa går turen över till Lag 1, annars fortsätter Lag 2 att kasta, antingen tills alla tre kastare kastat eller tills de tar ledningen i sticket, genom att placera sin varpa närmare stickan än Lag 1:s varpa.
Mix eller Par kastats i tvåmannalag med en man och en kvinna.